# 鴨志田えみり
鴨志田 えみり（かもしだ -、1985年5月6日 - ）は、日本の女優。所属事務所はムーンザチャイルド。

## 人物
- 千葉県出身。
- 趣味：音楽鑑賞、筋トレ、料理
- 特技：英会話、ダンス、ものまね
- 2002年に原宿でスカウトされ、芸能界にデビュー。ミニストップ「りんごパフェ編」のCMが初出演だった。

## テレビ番組

### バラエティ
- That's東京ディズニーリゾート（2002年11月、ABC）
- DAI☆安BSフジナビ（2004年7月 - 2006年3月、BSフジ）

### テレビドラマ
- 世にも奇妙な物語春の特別編2007「ヴァーチャルメモリー」（2007年3月26日、フジテレビ） - 永井クミ役

## CM
- ミニストップ「りんごパフェ編」 - 2002年8月〜
- 進研ゼミ「中学講座」 - 2003年11月〜
- NTTドコモ「どっちがCMをするか編」 - 2006年6月〜

## 映画
- スーパーカブ（2008年1月26日）